# كتيناتي (جنس)
كتيناتي هو جنس من النباتات المزهرة من عائلة مرتينيات، توصف بأنها جنس عام 1884. وهي دائمة الخضرة ونبات معمر، موطنه إلى أمريكا الوسطى وأمريكا الجنوبية والبرازيل بشكل أساسي. يزرعون بسبب أوراقهم الجذابة والمتنوعة في كثير من الأحيان. إنها طرية الصقيع، وتتطلب درجة حرارة لا تقل عن 13 درجة مئوية (55 درجة فهرنهايت).